# Volvo Concept You
Volvo Concept You – samochód koncepcyjny marki Volvo Car Corporation zaprezentowany podczas Frankfurt Motor Show w 2011 roku.

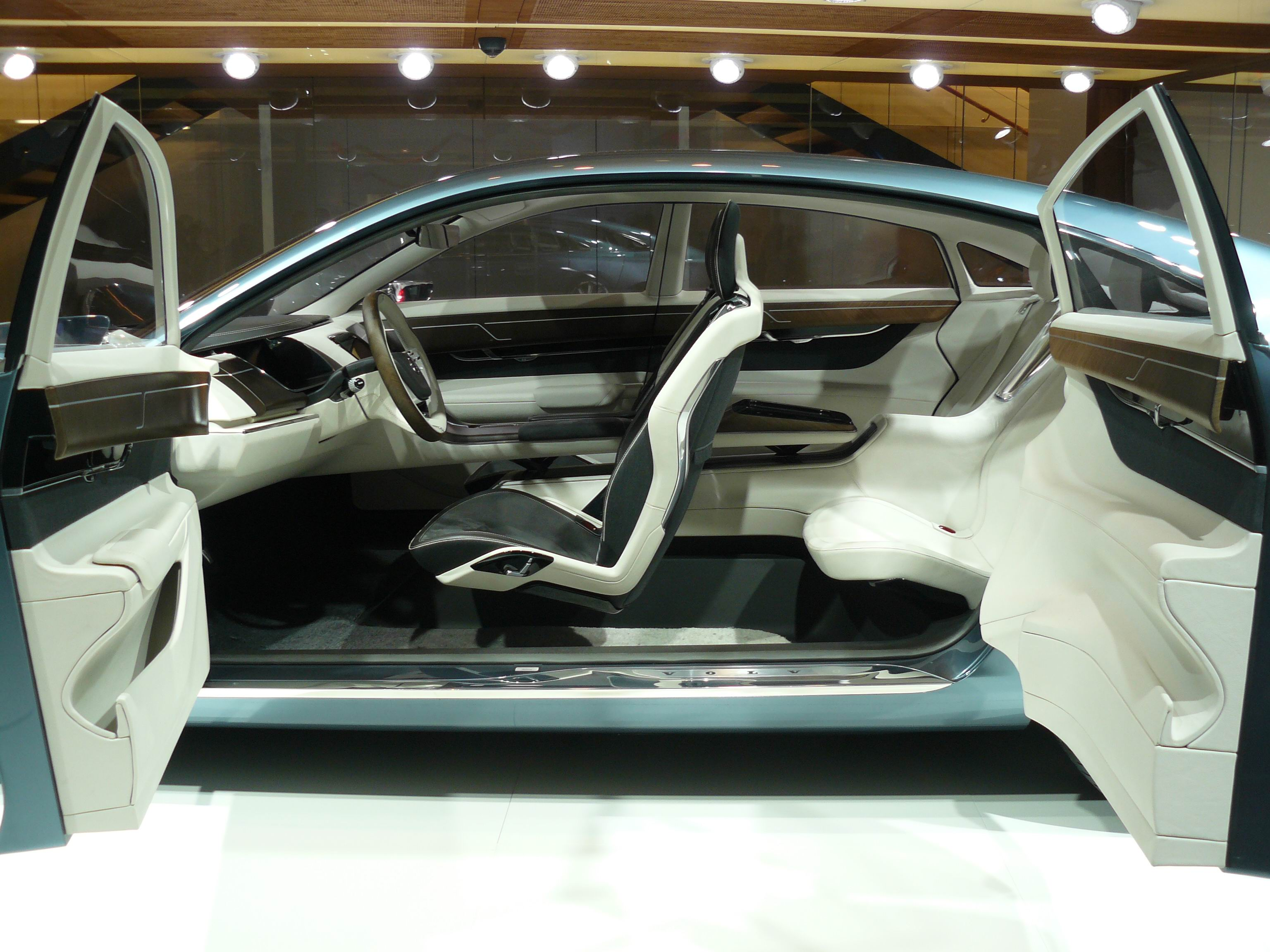
Wnętrze Concept You

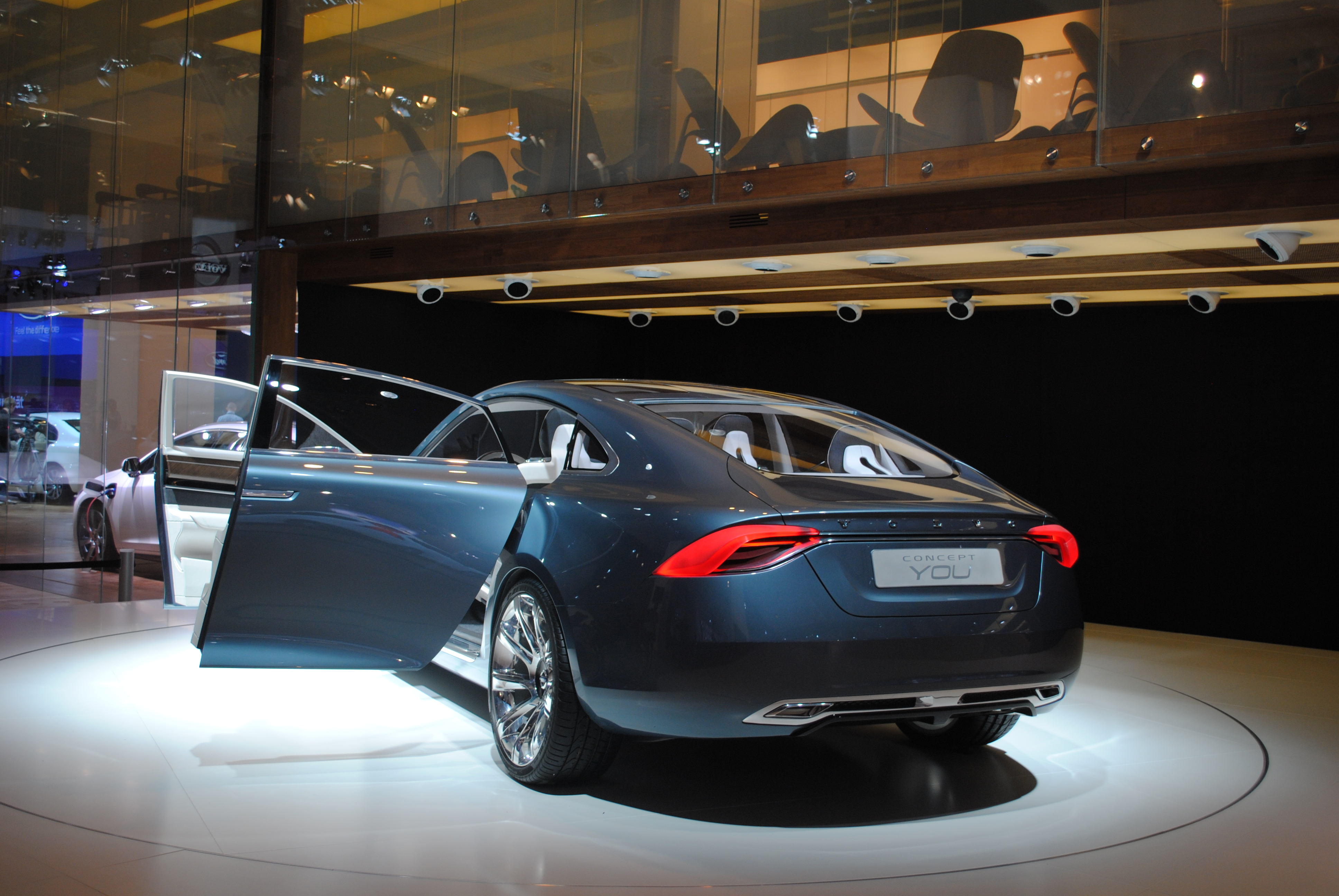
Tył Concept You

Auto otrzymało nowoczesny wygląd i funkcjonalne wnętrze pozbawione przycisków. W konsoli środkowej umieszczono duży dotykowy wyświetlacz za którego pośrednictwem sterować można wszystkimi systemami pokładowymi. Za pośrednictwem Head Up Display na szybie pojazdu wyświetlane są informacje na temat prędkości i zasięgu auta. Na pokładzie pojazdu zamontowano wysokiej klasy sprzęt grający Alpine. W zestawie tym znajduje się prototypowy subwoofer typu "FreshAir", korzystający z powietrza zasysanego z zewnątrz auta w celu dostarczenia wyjątkowych doznań muzycznych.